# درزوم
درزوم (به آلمانی: Dersum) یک شهر در آلمان است که در امسلاند واقع شده‌است. درزوم ۱٬۴۶۷ نفر جمعیت دارد.